# Leptoptilos robustus
Leptoptilos robustus (лат.) — вид вымерших птиц из рода марабу семейства аистовых, которые обитали в позднем плейстоцене (126—12 тыс. лет назад) на острове Флорес (Индонезия).
Рост этих птиц составлял 1,8 м, масса — более 16 кг. Скорее всего, они плохо и неохотно летали или вовсе не были способны к полету. Останки гигантского марабу найдены в пещере Лианг-Буа, там, где ранее были обнаружены кости флоресского человека. Из-за низкорослости (всего лишь около 1 метра) люди этого вида, вероятно, могли, особенно в детском возрасте, становиться добычей Leptoptilos robustus.